# Giulio Cesare Brancaccio
Giulio Cesare Brancaccio (Nápoles, 1515-1586) fue un cortesano, caballero, actor, escritor y cantante en varias cortes del norte de Italia a lo largo del siglo XVI, sobre todo en la corte de Ferrara.

## Biografía
Nació en Nápoles en 1515 en una familia noble. Su primera aparición en un registro histórico es como soldado al servicio del Reino de Nápoles en 1535 y luego como cantante y actor aficionado, incluso para Ferrante Sanseverino, Príncipe de Salerno en Nápoles. Probablemente, no actuó en la boda de Francisco de Este, tío de Alfonso II de Este. Sirvió en el ejército de Carlos I de España y en 1554 desertó a Francia, donde se convirtió en gentilhomme de la chambre du Roi con Enrique II y más tarde, con sus hijos Francisco II y Carlos IX. En 1571 viajó a Viena, Venecia, Turín, Florencia y en 1573 a Nápoles, donde posteriormente se unió a la expedición de Juan de Austria para reconquistar Túnez para los españoles. Posteriormente residió en Roma, al servicio del cardenal Luis de Este. El primer registro de Brancaccio en la corte de Alfonso II de Este en Ferrara es en 1577, donde cantó con las damas del primer período del Concerto delle donne, las aficionadas Lucrezia e Isabella Bendidio, Leonora Sanvitale y Vittoria Bentivoglio. En 1581 se publicó una traducción y comentario de De bello Gallico de Julio César en Venecia, que sobrevive en impresiones de 1581, 1582 (Vittorio Baldini) y 1585 (Aldo Manuzzio).
Brancaccio fue llevado a la corte de Ferrara por el duque Alfonso II de Este específicamente para cantar para su musica secreta, donde fue muy apreciado como un bajo habilidoso. Según un comentarista de la época, parte del acuerdo con él fue que «no hablaría de sus milagros de guerra». Ambos no se llevaban muy bien, debido en parte a la resistencia de Brancaccio a ser visto como un músico profesional, una posición que él veía como un estatus inferior, más parecido al de un sirviente que al de un miembro de pleno derecho de la corte, y en parte por la impaciencia de Alfonso con la tendencia de Brancaccio a jactarse. Mientras Brancaccio estaba al servicio del duque, recibió alrededor de 400 escudos por año (en 1582 eran 130 liras por mes), así como una casa y caballos cuando quisiera o quisiera usarlos. Durante este período, Torquato Tasso y Giovanni Battista Guarini escribieron poemas en su honor.
En 1581, perdió el favor de la corte, o más específicamente del duque, debido a su ausencia en Venecia. Regresó a la corte en octubre de 1581, pero no sería por mucho tiempo. En 1583 lo despidieron por insubordinación; se negó a cantar en el acto para Anne, duque de Joyeuse. En 1585 trató de congraciarse con el duque a través de una serie de cartas y con la ayuda de Giovanni Battista Guarini; sin embargo, no tuvo éxito. Anthony Newcomb describe la personalidad que aparece en estas cartas como «fanfarrona, orgullosa, absurda y bastante conmovedora».
Falleció en 1586.